# Lizard (álbum)
Lizard es el tercer álbum de la banda inglesa de rock progresivo King Crimson, publicado en 1970. 
La alineación que grabó el disco nunca tuvo la oportunidad de tocar en directo con todos sus miembros, debido a las constantes salidas y entradas de los integrantes de la banda. Es el único álbum que presenta al bajista y vocalista Gordon Haskell y al batería Andrew McCulloch de manera oficial.

## Fondo
Haskell era un antiguo compañero de colegio de Robert Fripp, y grabó las voces de la canción "Cadence and Cascade" del disco In the Wake of Poseidon, por lo que Fripp le ofreció entrar en la banda como miembro oficial para grabar Lizard. Andy McCulloch y el saxofonista y flautista Mel Collins fueron también incluidos como miembros oficiales en esta grabación, además de diversos colaboradores como Jon Anderson (vocalista de Yes), el pianista Keith Tippett y los instrumentistas de viento Robin Miller, Nick Evans y Mark Charig. Tippett, Miller y Charig habían colaborado en In the Wake of Poseidon y lo harían posteriormente en Islands.
McCulloch y Haskell no se encontraron cómodos grabando el disco, puesto que provenían de interpretar estilos de música diferentes, encontrando difícil conectar con el resto de miembros y el material que tocaban. Por ello, Haskell dejó el grupo al terminar de grabarlo, seguido de McCulloch poco después.

## Portada del disco
La portada de Lizard fue diseñada por Gini Barris, y presenta las letras de "King Crimson" ornamentadas con motivos medievales, estando la palabra "King" en la parte de atrás del disco, y "Crimson" en la portada. Cada una de estas letras representan una imagen relacionada con los poemas que Peter Sinfield compuso para el álbum. Las letras de "Crimson" representan los distintos movimientos de la canción "Lizard", mientras que "King" representa las cuatro primeras canciones.

## Lista de canciones
Todas las canciones escritas por Robert Fripp y Peter Sinfield.
Lado A
1. "Cirkus" – 6:27
  1. "Entry of the Chameleons"
2. "Indoor Games" – 5:37
3. "Happy Family" – 4:22
4. "Lady of the Dancing Water" – 2:47

Lado B
1. "Lizard" – 23:15
  1. "Prince Rupert Awakes"
  2.  "Big Top"

## Personal
- Robert Fripp - Guitarra, melotrón, órgano Hammond y VCS3
- Gordon Haskell - Bajo y voz
- Mel Collins - Saxofón y flauta
- Andy McCulloch - Batería
- Peter Sinfield - Letras y VCS3

### Músicos adicionales
- Keith Tippett - Piano, piano eléctrico
- Robin Miller - Oboe, corno inglés
- Marc Charig - Corneta
- Nick Evans - Trombón de varas
- Jon Anderson - Voz en "Prince Rupert Awakes" (Lado B)

- Datos: Q250146